# Tournoi pré-olympique masculin de la CONCACAF 2012
Navigation
Pékin 2008 Rio de Janeiro 2016
Le tournoi pré-olympique de la CONCACAF 2012 est la treizième édition du tournoi pré-olympique de la CONCACAF, qui met aux prises huit sélections de football d'Amérique du Nord, d'Amérique centrale et des Caraïbes affiliées à la CONCACAF. La compétition se déroule aux États-Unis, pour une deuxième fois consécutive après l'édition 2008, du 22 mars au 2 avril 2012.
Le Mexique remporte le tournoi pour une sixième fois et se qualifie pour les Jeux olympiques de Londres tandis que le Honduras s'assure une deuxième présence consécutive après 2008.

## Villes et stades
| \| Carson Kansas City Nashville \| |                          |
| \| Carson Kansas City Nashville \| | Carson                   |
| ---------------------------------- | ------------------------ |
| \| Carson Kansas City Nashville \| | StubHub Center           |
| \| Carson Kansas City Nashville \| | Capacité: 27 000         |
| \| Carson Kansas City Nashville \| |                          |
| \| Carson Kansas City Nashville \| | Kansas City              |
| \| Carson Kansas City Nashville \| | Livestrong Sporting Park |
| \| Carson Kansas City Nashville \| | Capacité: 18 467         |
| \| Carson Kansas City Nashville \| |                          |
| \| Carson Kansas City Nashville \| | Nashville                |
| \| Carson Kansas City Nashville \| | LP Field                 |
| \| Carson Kansas City Nashville \| | Capacité: 69 143         |
| \| Carson Kansas City Nashville \| |                          |
| Carson Kansas City Nashville       |                          |

## Nations participantes
Les trois nations nord-américaines, à savoir le Mexique, les États-Unis et le Canada, sont automatiquement qualifiées. Les sélections centraméricaines se qualifient aux moyens d'une phase de groupes puis de barrages entre les six équipes participantes pour déterminer les trois participants au tournoi. Dans la zone caribéenne, quinze nations jouent les éliminatoires pour les deux dernières places.
| Zone  | Pays              | Qualification                     | Participations | Meilleur résultat                            | Dernière participation | Participation aux Jeux olympiques (dernière participation) |
| ----- | ----------------- | --------------------------------- | -------------- | -------------------------------------------- | ---------------------- | ---------------------------------------------------------- |
| NAFU  | Canada            | Automatique                       | +7,            | Finaliste (2) · 1984, 1996                   | 2008                   | +3, (1984)                                                 |
| NAFU  | États-Unis        | Automatique                       | +9,            | Vainqueur (2) · 1988 et 1992                 | 2008                   | +14, (2008)                                                |
| NAFU  | Mexique           | Automatique                       | +10,           | Vainqueur (5) · 1964, 1972, 1976, 1996, 2004 | 2008                   | +9, (2004)                                                 |
| UNCAF | Salvador          | Vainqueur du groupe 1             | +4,            | Tour final (1) 1968                          | 1996                   | +1, (1968)                                                 |
| UNCAF | Honduras          | Vainqueur du groupe 2             | +5,            | Vainqueur (2) · 2000 et 2008                 | 2008                   | +2, (2008)                                                 |
| UNCAF | Panama            | Vainqueur du barrage de zone      | +5,            | Quatrième (1) 1964                           | 2008                   | +0,                                                        |
| CFU   | Cuba              | Vainqueur du groupe final de zone | +4,            | Troisième place (2) 1976 et 1984             | 2008                   | +2, (1980)                                                 |
| CFU   | Trinité-et-Tobago | Deuxième du groupe final de zone  | +5,            | Finaliste (1) 1968                           | 2004                   | +0,                                                        |

## Compétition

### Tirage au sort
Le tirage au sort de la phase finale du tournoi pré-olympique de la CONCACAF a lieu le 6 décembre 2011.

### Règlement
Le règlement est celui de la FIFA relatif à cette compétition, des éliminatoires à la phase finale :
- une victoire compte pour 3 points ;
- un match nul compte pour 1 point ;
- une défaite compte pour 0 point.

Le classement des équipes est établi grâce aux critères suivants :
1. Plus grand nombre de points obtenus dans tous les matchs du groupe ;
2. Meilleure différence de buts dans tous les matchs du groupe ;
3. Plus grand nombre de points obtenus entre les équipes à égalité ;
4. Meilleure différence de buts dans tous les matchs du groupe entre les équipes à égalité ;
5. Plus grand nombre de buts marqués dans tous les matchs du groupe ;
6. Tirage au sort.

- Les deux premiers de chaque groupe sont qualifiés pour les demi-finales où le premier d'un groupe affronte le deuxième de l'autre.
- Les finalistes sont qualifiés pour les Jeux olympiques 2012.